# Норвуд-Янг-Америка
Норвуд-Янг-Америка (англ. Norwood Young America) — город в округе Карвер, штат Миннесота, США. На площади 4,3 км² (4,3 км² — суша, водоёмов нет), согласно переписи 2010 года, проживают 3626 человек. Плотность населения составляет 716,5 чел./км².
- Телефонный код города — 952
- Почтовый индекс — 55368, 55397, 55473, 55555 и др.
- FIPS-код города — 27-47520[1]
- GNIS-идентификатор — 1764916[2]